# Vittorio Gassman
Vittorio Gassman, född 1 september 1922 i Genua, död 29 juni 2000 i Rom, var en italiensk skådespelare. 
Under sin högskoletid var Vittorio Gassman en stjärna i basket. Han hoppade emellertid av studierna och skrev in sig vid Academia Nazionale di Arte Dramatica i Rom. Han hade medverkat i mer än 40 teaterpjäser innan filmdebuten 1946. Gassman fick ofta spela roller som egotrippad hjälte i äventyrsfilmer eller romantiska drama.
I början på 1950-talet var han en av Italiens populäraste stjärnor men utomlands hade han inte så stora framgångar. Däremot hade han rykte om sig som en förstklassig scenaktör i roller som Peer Gynt och Hamlet. 
1952 gifte han sig med den amerikanska skådespelerskan Shelley Winters och fick filmkontrakt i Hollywood. Såväl hans Hollywoodkarriär som äktenskap blev kortlivade och Gassman återvände till Italien. Där grundade han ett eget teatersällskap, Teatro Popolare Italiano.
I slutet på 1950-talet blev han populär internationellt i en rad komedier.

## Filmografi (i urval)

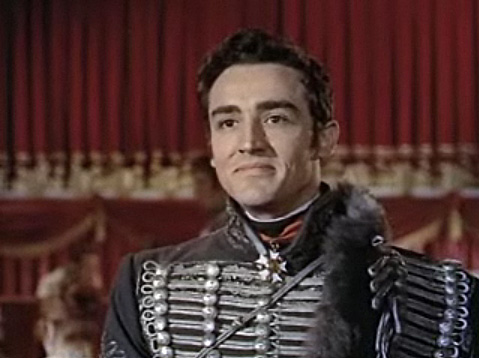
Vittorio Gassman i Krig och fred 1956.

- 1948 – Bittert ris
- 1951 – Mitt röda blod
- 1956 – Krig och fred
- 1958 – Kvartetten som sprängde
- 1962 – Barabbas
- 1962 – Lyxraggaren
- 1962 – L'armata Brancaleone
- 1967 – Amor skjuter skarpt
- 1969 – Tolv plus en
- 1974 – Vi som älskade varann så mycket
- 1978 – Oh, vilket bröllop
- 1981 – Ingen knäcker Sharky
- 1982 – Stormen
- 1986 – Familjen
- 1996 – Sleepers